# Acauã
Acauã là một đô thị thuộc bang Piauí, Brasil. Đô thị này có diện tích 1029,41 km², dân số năm 2007 là 6040 người, mật độ 5,87 người/km².